# Art Houtteman
Arthur Joseph Houtteman, dit Art Houtteman, est un joueur de baseball américain né le 7 août 1927 à Détroit et mort le 6 mai 2003 à Rochester Hills. Lanceur droitier, il a évolué dans les ligues majeures de baseball pour les Tigers de Détroit de 1945 à 1953, les Indians de Cleveland de 1953 à 1957 et les Orioles de Baltimore en 1957.
En 324 parties jouées en carrière, Houtteman a lancé dans 1555 manches pour un total de 87 victoires, 91 défaites, dont 78 matches complets, 14 blanchissages et une moyenne de points mérités (ERA) de 4,14.